# Pellucialula polyseta
Pellucialula polyseta är en tvåvingeart som beskrevs av Papp 2004. Pellucialula polyseta ingår i släktet Pellucialula och familjen hoppflugor.
Artens utbredningsområde är Sri Lanka. Inga underarter finns listade i Catalogue of Life.